# シラボシリュウキュウガモ

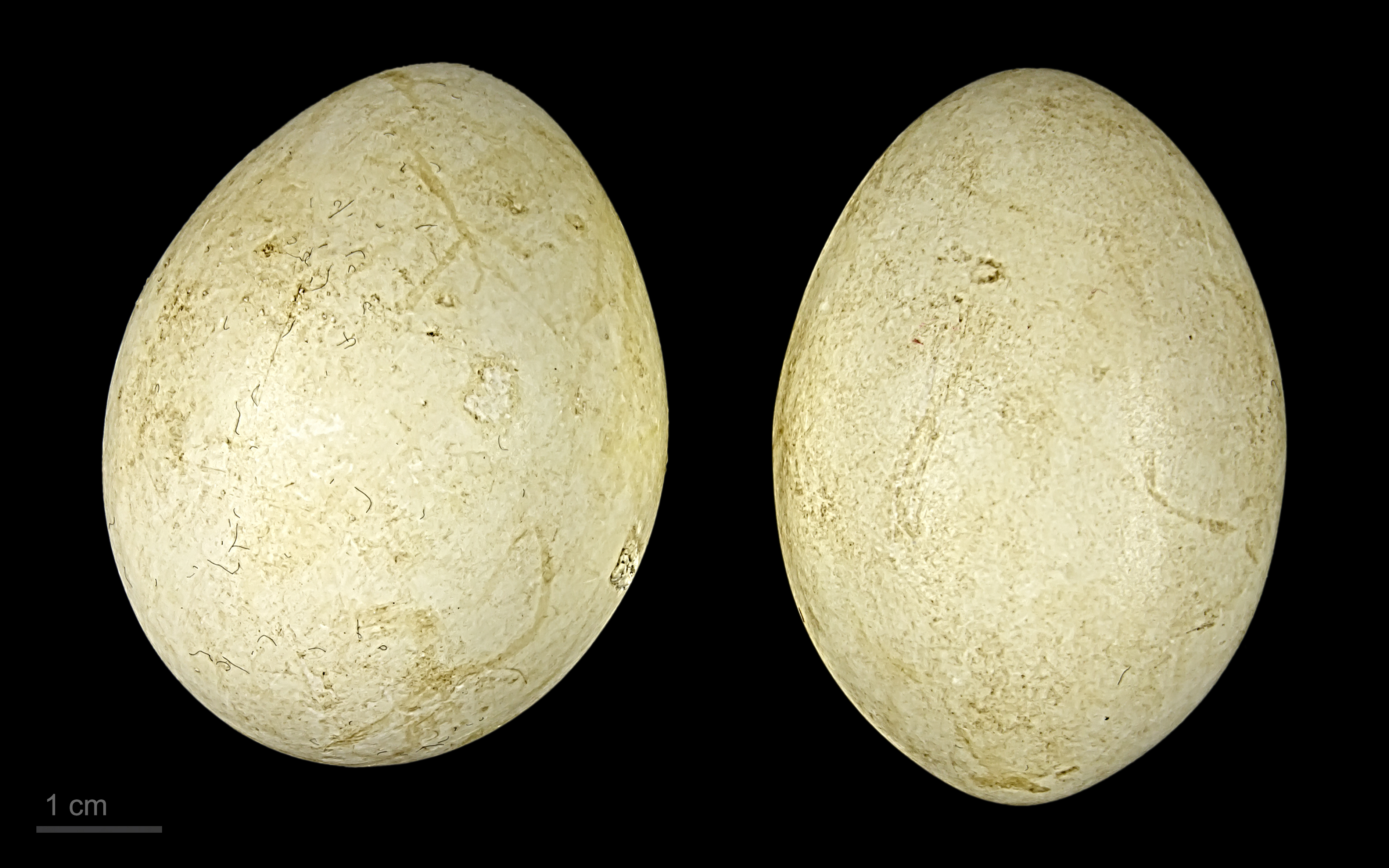
Dendrocygna guttata

シラボシリュウキュウガモ（白星琉球鴨、学名：Dendrocygna guttata）は、カモ目カモ科リュウキュウガモ属に分類される鳥。

## 分布
インドネシア（スラウェシ島、ニューギニア島、モルッカ諸島）、パプアニューギニア（ニューギニア島、ビスマルク諸島）、フィリピン（ミンダナオ島）

## 形態
翼長21.2-22.3センチメートル。頭頂から後頸にかけての羽衣は暗褐色で、顔の羽衣は淡色。上面の羽衣は褐色で、体側面には暗褐色に縁取られた白い斑点が入る。
嘴や後肢は暗赤色。

## 生態
ペアもしくは小規模な群れを形成し生活する。
繁殖形態は卵生。樹洞に巣を作ると考えられ、8-12個の卵を産む。抱卵期間は31日。